# Onda capilar

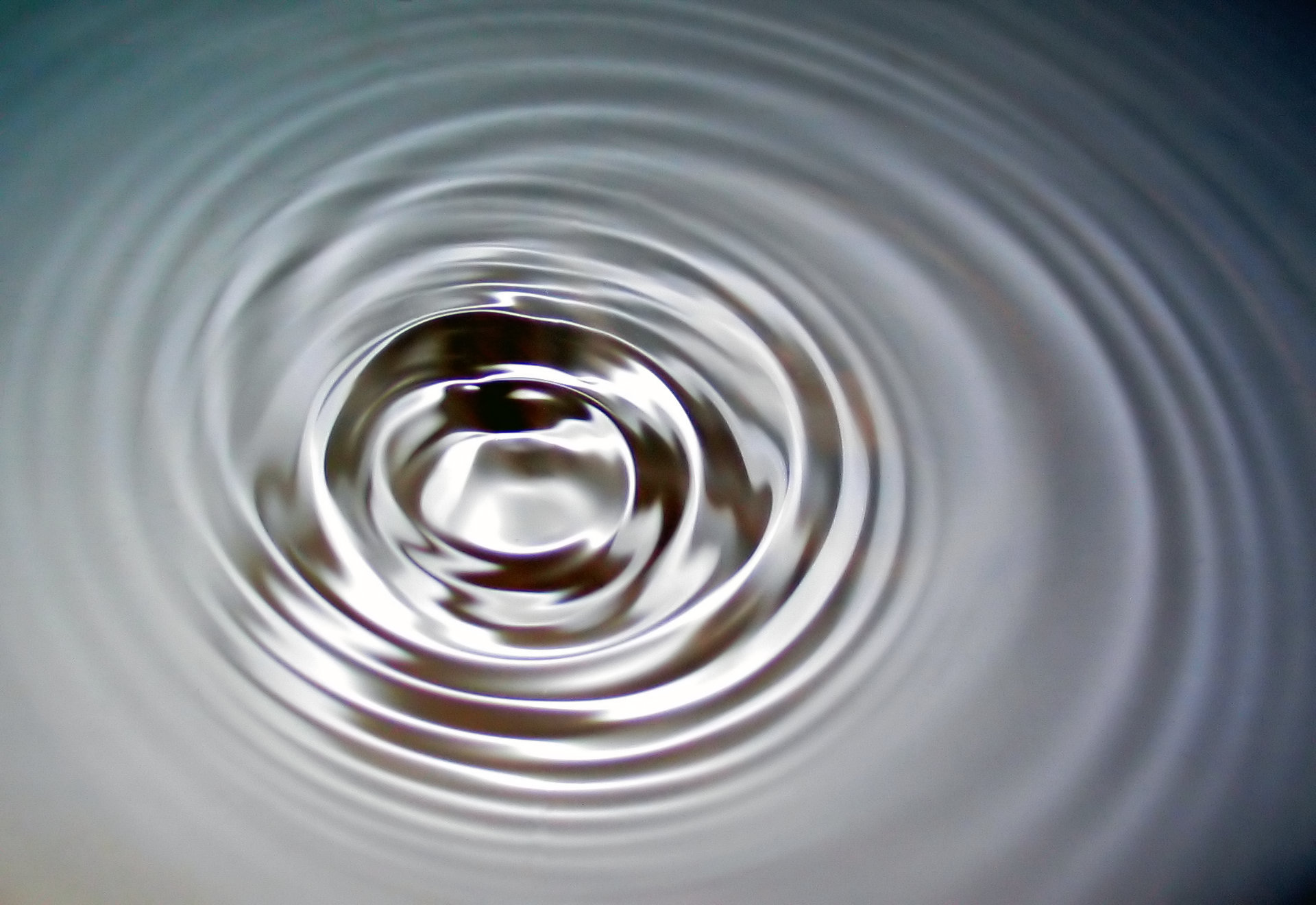
Ondas capilares em água.

Onda capilar é um tipo de onda que viaja pelo limite de fase de um fluido, cuja dinâmica é dominada pelos efeitos da tensão superficial. Ondas capilares são comuns na natureza. Seu comprimento de onda em água é tipicamente menor que poucos centímetros. Pode, por exemplo, ser gerada por vento e brisas leves em águas abertas. Em alto-mar, ondas oceânicas de superfície e swells maiores podem resultar na coalescência de capilares, causadas também pela ação do vento.
As ondas capilares circulares concêntricas, costumam ser designadas, fora da linguagem científica, de enciclias e chapeletas.

## Etimologia
O substantivo enciclia, que designa a ondulação circular e concêntrica que se forma à superfície do espelho d'água, por efeito da queda repentina de um corpo, tem origem no étimo grego kuklos que significa circulo.
Por seu turno, o substantivo «chapeleta», designa a mesma realidade, dos círculos concêntricos que se formam à superfície de águas paradas, à custa da queda de um corpo, mas tem origem na palavra chapéu, que por seu turno entrou no português antigo, pelo francês medieval chapel (grinalda).
A relação de dispersão das ondas capilares é determinada com base na seguinte fórmula:
{\displaystyle \omega ^{2}={\frac {\sigma }{\rho +\rho '}}\,|k|^{3},}
Em que ω á a frequência angular, σ é a tensão superficial, ρ é a densidade do fluido mais pesado, ρ' é a densidade do fluido mais leve e k é o número de onda. O comprimento de onda é dado por  {\displaystyle \lambda ={\frac {2\pi }{k}}.}
Ao trespassar o fluído e o vácuo (superfície livre), a relação de dispersão reduz-se a:
{\displaystyle \omega ^{2}={\frac {\sigma }{\rho }}\,|k|^{3}.}